# Günther Budelmann
Günther Budelmann (* 26. November 1903 in Hamburg; † 3. Dezember 1976 ebenda) war ein deutscher Kardiologe und Hochschullehrer an der Universität Hamburg.

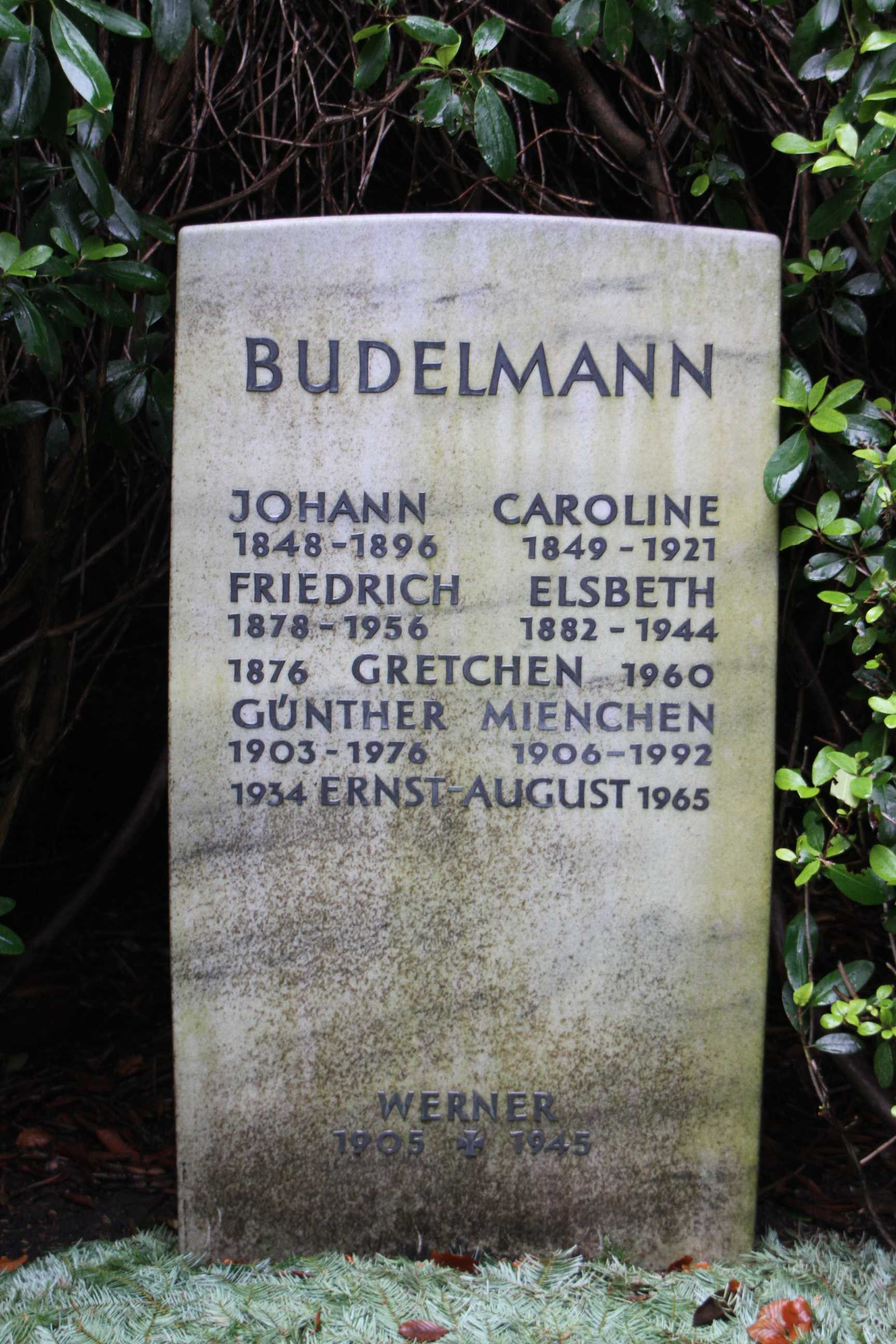
Grabstein von Günther Budelmann auf dem Friedhof Ohlsdorf

Budelmann legte in Hamburg das Abitur ab und studierte in Tübingen, Kiel und München. In Tübingen wurde er Mitglied der Verbindung Saxonia. 1928 wurde er approbiert und begann seine Karriere in Hamburg-Eppendorf. 
Seit 1933 lehrte Budelmann an der Universität Hamburg und war über Jahrzehnte für die Ärztefortbildung in Hamburg verantwortlich. Im November 1933 unterzeichnete er das Bekenntnis der deutschen Professoren zu Adolf Hitler.
1942 wurde Budelmann Chefarzt am AK St. Georg, nach einer Zwischenstation in Hamburg-Rissen. Seit 1953 war er Chefarzt und Ärztlicher Direktor am AK Harburg. 
Der Berufsverband Deutscher Internisten, nach dessen Gründung Budelmann erster Vorsitzender war, verleiht als Anerkennung die Günther-Budelmann-Medaille.

## Schriften
- Herzinsuffizienz, Kreislaufinsuffizienz, Coronarinsuffizienz; ein klinischer Ueberblick über die „grossen“ funktionellen Störungen im Kreislaufsystem, für Aerzte und Studierende. 1949.
- 50 Jahre Nordwestdeutsche Gesellschaft für Innere Medizin: 1924–1974; zur Sommertagung 1974 in Lübeck-Travemünde; Daten und Erinnerungen. Lübeck 1974.